# Omar Sívori
Enrique Omar Sívori  (San Nicolás, 1935. október 2. – San Nicolás, 2005. február 17.) olasz származású argentin labdarúgócsatár. 1961-ben megkapta az Aranylabdát.

## Statisztika
| Klub teljesítmény | Klub teljesítmény | Klub teljesítmény | Bajnokság | Bajnokság | Kupa         | Kupa         | Nemzetközi  | Nemzetközi  | Összesen | Összesen |
| Szezon            | Klub              | Bajnokság         | Fellépés  | Gól       | Fellépés     | Gól          | Fellépés    | Gól         | Fellépés | Gól      |
| Argentína         | Argentína         | Argentína         | Bajnokság | Bajnokság | Kupa         | Kupa         | Dél-Amerika | Dél-Amerika | Összesen | Összesen |
| ----------------- | ----------------- | ----------------- | --------- | --------- | ------------ | ------------ | ----------- | ----------- | -------- | -------- |
| 1954              | River Plate       | Primera División  | 16        | 8         |              |              |             |             | 16       | 8        |
| 1955              | River Plate       | Primera División  | 23        | 11        |              |              |             |             | 23       | 11       |
| 1956              | River Plate       | Primera División  | 23        | 10        |              |              |             |             | 23       | 10       |
| 1957              | River Plate       | Primera División  | 1         | 0         |              |              |             |             | 1        | 0        |
| Olaszország       | Olaszország       | Olaszország       | Bajnokság | Bajnokság | Coppa Italia | Coppa Italia | Európa      | Európa      | Összesen | Összesen |
| 1957–58           | Juventus          | Serie A           | 32        | 22        | 8            | 9            | -           | -           | 40       | 31       |
| 1958–59           | Juventus          | Serie A           | 24        | 15        | 3            | 5            | 2           | 3           | 29       | 23       |
| 1959–60           | Juventus          | Serie A           | 31        | 27        | 4            | 3            | 0           | 0           | 35       | 30       |
| 1960–61           | Juventus          | Serie A           | 27        | 25        | 1            | 2            | 1           | 1           | 29       | 28       |
| 1961–62           | Juventus          | Serie A           | 25        | 13        | 0            | 0            | 5           | 2           | 30       | 15       |
| 1962–63           | Juventus          | Serie A           | 33        | 16        | 4            | 3            | 1           | 1           | 38       | 20       |
| 1963–64           | Juventus          | Serie A           | 28        | 13        | 2            | 1            | 4           | 0           | 34       | 14       |
| 1964–65           | Juventus          | Serie A           | 15        | 3         | 1            | 1            | 3           | 2           | 19       | 6        |
| 1965–66           | Napoli            | Serie A           | 33        | 7         |              |              |             |             | 33       | 7        |
| 1966–67           | Napoli            | Serie A           | 20        | 2         |              |              |             |             | 20       | 2        |
| 1967–68           | Napoli            | Serie A           | 7         | 2         |              |              |             |             | 7        | 2        |
| 1968–69           | Napoli            | Serie A           | 3         | 1         |              |              |             |             | 3        | 1        |
| Ország            | Argentína         | Argentína         | 63        | 29        |              |              |             |             | 63       | 29       |
| Ország            | Olaszország       | Olaszország       | 278       | 146       | 23           | 24           | 16          | 9           | 317      | 179      |
| Összesen          | Összesen          | Összesen          | 341       | 175       | 23           | 24           | 16          | 9           | 380      | 208      |

## Sikerei, díjai
Argentína
- Copa América
  - 3.: 1956, Uruguay

River Plate
- Primera División: 1955, 1956, 1957

Juventus
- Serie A: 1957–58, 1959–60, 1960–61
- Coppa Italia: 1958–59, 1959–60
- Coppa delle Alpi: 1963

Napoli
- Coppa delle Alpi: 1966

Argentína
- Raúl H. Colombo Cup: 1956
- Copa América: 1957

Egyéni
- Aranylabda: 1961

## Fordítás
Ez a szócikk részben vagy egészben  az   Omar Sívori című angol Wikipédia-szócikk fordításán alapul.  Az eredeti cikk szerkesztőit annak laptörténete sorolja fel. Ez a jelzés csupán a megfogalmazás eredetét és a szerzői jogokat jelzi, nem szolgál a cikkben szereplő információk forrásmegjelöléseként.